# Michail Dmitrijewitsch Rjumin
Michail Dmitrijewitsch Rjumin (russisch Михаил Дмитриевич Рюмин; * 1. September 1913 in Kabanje, Gouvernement Perm, heute Oblast Kurgan; † 22. Juli 1954 in Moskau) war stellvertretender Minister für Staatssicherheit unter Wiktor Semjonowitsch Abakumow. Bekannt wurde er vor allem durch die Erfindung der sogenannten Ärzteverschwörung.

## Leben
Rjumin stammte aus einer Bauernfamilie und trat früh in den SMERSCH ein. 1941 war er Inspektor in Archangelsk; 1945 stellvertretender Chef einer SMERSCH-Division. 1947 wurde er zum stellvertretenden Minister für Staatssicherheit ernannt.
Laut Alexander Solschenizyn folterte er persönlich die Untersuchungshäftlinge in der Suchanowka. In Der Archipel Gulag berichtet Solschenizyn, dass Rjumin über den Teppich seines Büros eine Plane ausbreiten ließ, damit dieser nicht vom Blut der Gefolterten beschmutzt werde. Weiter erzählt er von einem „Alexander D.“ (wahrscheinlich Alexander Dolgun, einer der wenigen Insassen der Suchanowka, die ihre Untersuchungshaft überlebten und nicht den Verstand verloren), den Rjumin mit einem Schlagstock schließlich in den Magen schlug, sodass dessen Bauchdecke aufplatzte.
Ende 1950 klagte Rjumin den jüdischstämmigen Professor Jakow Etinger bei Wiktor Semjonowitsch Abakumow an. Dieser sollte angeblich einige hochrangige Amtsträger, Andrei Alexandrowitsch Schdanow und Alexander Schtscherbakow, absichtlich falsch behandelt haben, mit dem Ziel, sie zu töten. Obwohl Abakumow bei einem Verhör Etingers anwesend war (dieser starb in der nächsten Nacht während eines ähnlichen Verhörs an Erschöpfung), schenkte er der Geschichte keinen Glauben. Rjumin wandte sich daraufhin direkt an Stalin, der dies für eine groß angelegte antisemitische Kampagne gegen eine angebliche Ärzteverschwörung im Kreml nutzte. Diese Kampagne sollte gleichzeitig Rechtfertigung für und Ablenkung von der großangelegten Säuberung und Umstrukturierung der sowjetischen Sicherheitsorgane bilden, die er plante. Abakumow wurde seines Amtes enthoben und zum Tode verurteilt, Rjumin folgte ihm als Minister für Staatssicherheit nach.
Nach Stalins Tod am 5. März 1953 erklärte die folgende Regierung jedoch schnell, dass die gesamte Verschwörung erfunden gewesen sei. Rjumin wurde als ihr Initiator am 17. März verhaftet, am 7. Juli 1954 zum Tode verurteilt und am 22. Juli erschossen.